# کمرکندی
کمرکندی یک روستا در ایران است که در دهستان غربی واقع شده‌است.